# Монастир Сурб Хач (срібна монета)
«Монасти́р Сурб Хач» — пам'ятна срібна монета номіналом 10 гривень, випущена Національним банком України, присвячена присвячена одній з визначних вірменських пам'яток Криму — монастирю Сурб Хач (Святий Хрест), заснованому в XIV ст.
Монету введено в обіг 30 березня 2009 року. Вона належить до серії «Пам'ятки архітектури України».

## Опис монети та характеристики
| Номінал грн. | Метал            | Маса, г      | Діаметр, мм | Якість виготовлення | Гурт                           | Тираж, штук |
| ------------ | ---------------- | ------------ | ----------- | ------------------- | ------------------------------ | ----------- |
| 10           | срібло 925 проби | 31,1 / 33,62 | 38,6        | пруф                | гладкий із заглибленим написом | 10 000      |

### Аверс
На аверсі монети розміщено вгорі малий Державний Герб України, напис півколом «НАЦІОНАЛЬНИЙ БАНК УКРАЇНИ». В оточенні рослинного орнаменту зображено хачкар (камінь-зрест), який розміщений на території монастиря, унизу — рік карбування монети — «2009» і номінал монети — «ДЕСЯТЬ ГРИВЕНЬ».

### Реверс

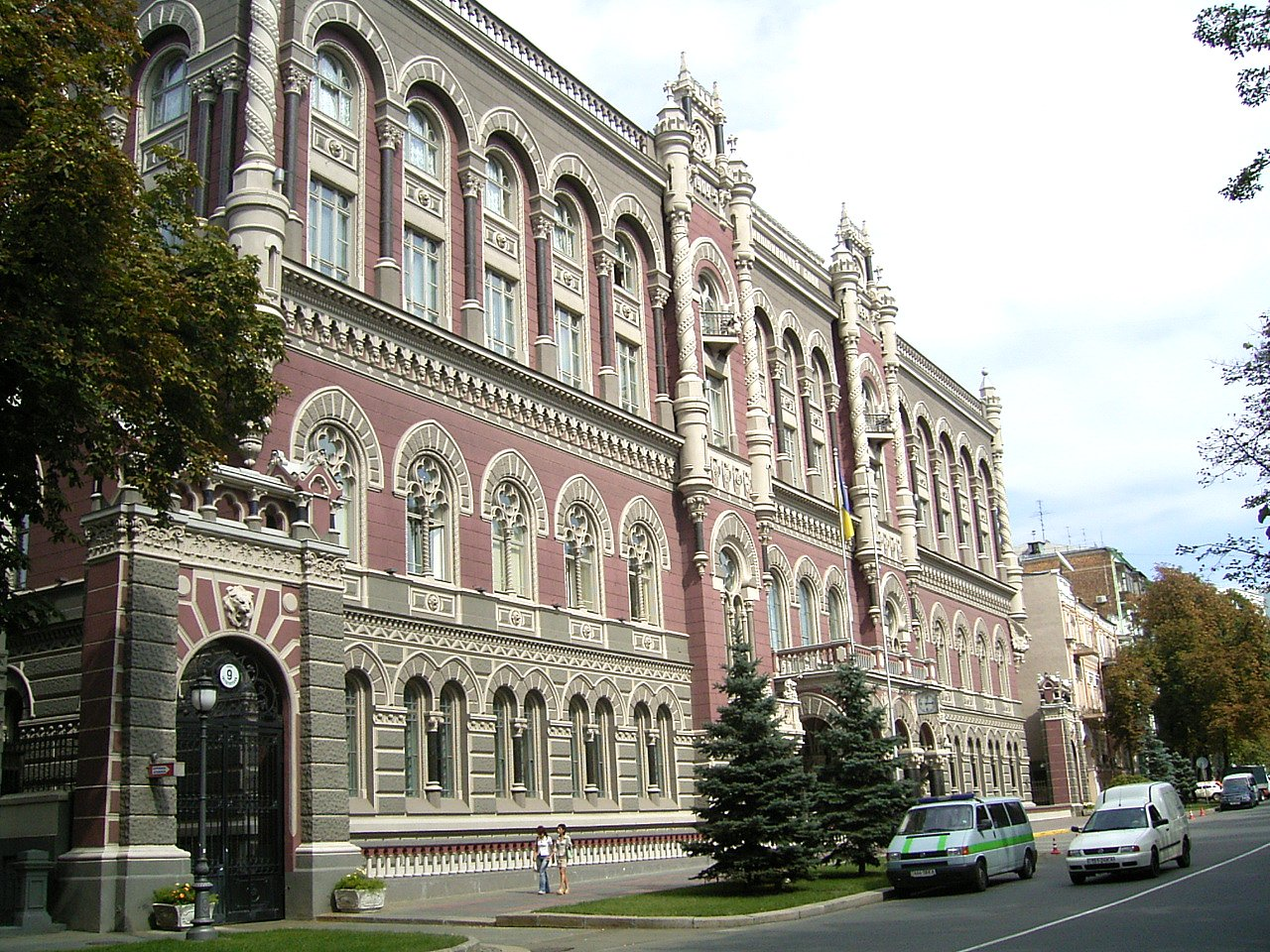
Будівля Національного банку України

На реверсі монети зображено будівлі монастиря та розміщено написи: «СТАРИЙ КРИМ»/«ВІРМЕНСЬКИЙ МОНАСТИР XIV ст.»(ліворуч) і «СУРБ ХАЧ» (праворуч).

## Автори
- Художник — Іваненко Святослав.
- Скульптор — Іваненко Святослав.

## Вартість монети
Ціна монети — 618 гривень була вказана на сайті Національного банку України в 2014 році.
Фактична приблизна вартість монети з роками змінювалася так:
| Рік        | 2010 | 2011 | 2012 | 2013 | 2014 | 2015 | 2016 | 2017 | 2018 | 2019 | 2020 | 2021  | 2022  | 2023  | 2024  | 2025  |
| ---------- | ---- | ---- | ---- | ---- | ---- | ---- | ---- | ---- | ---- | ---- | ---- | ----- | ----- | ----- | ----- | ----- |
| Ціна, грн. | 370  | 450  | 500  | 600  | 450  | 700  | 700  | 820  | 780  | 750  | 730  | 1 100 | 1 230 | 1 600 | 2 500 | 2 500 |